# Tuân Nghĩa
Tuân Nghĩa (tiếng Trung: 遵义市, bính âm: Zūnyì Shì) là một địa cấp thị tại tỉnh Quý Châu, Cộng hòa Nhân dân Trung Hoa.
Tuân Nghĩa được biết đến là địa điểm diễn ra Hội nghị Tuân Nghĩa năm 1935, nơi Mao Trạch Đông lần đầu tiên được bầu vào vị trí lãnh đạo Đảng Cộng sản Trung Quốc trong cuộc Vạn lý Trường chinh.

## Lịch sử

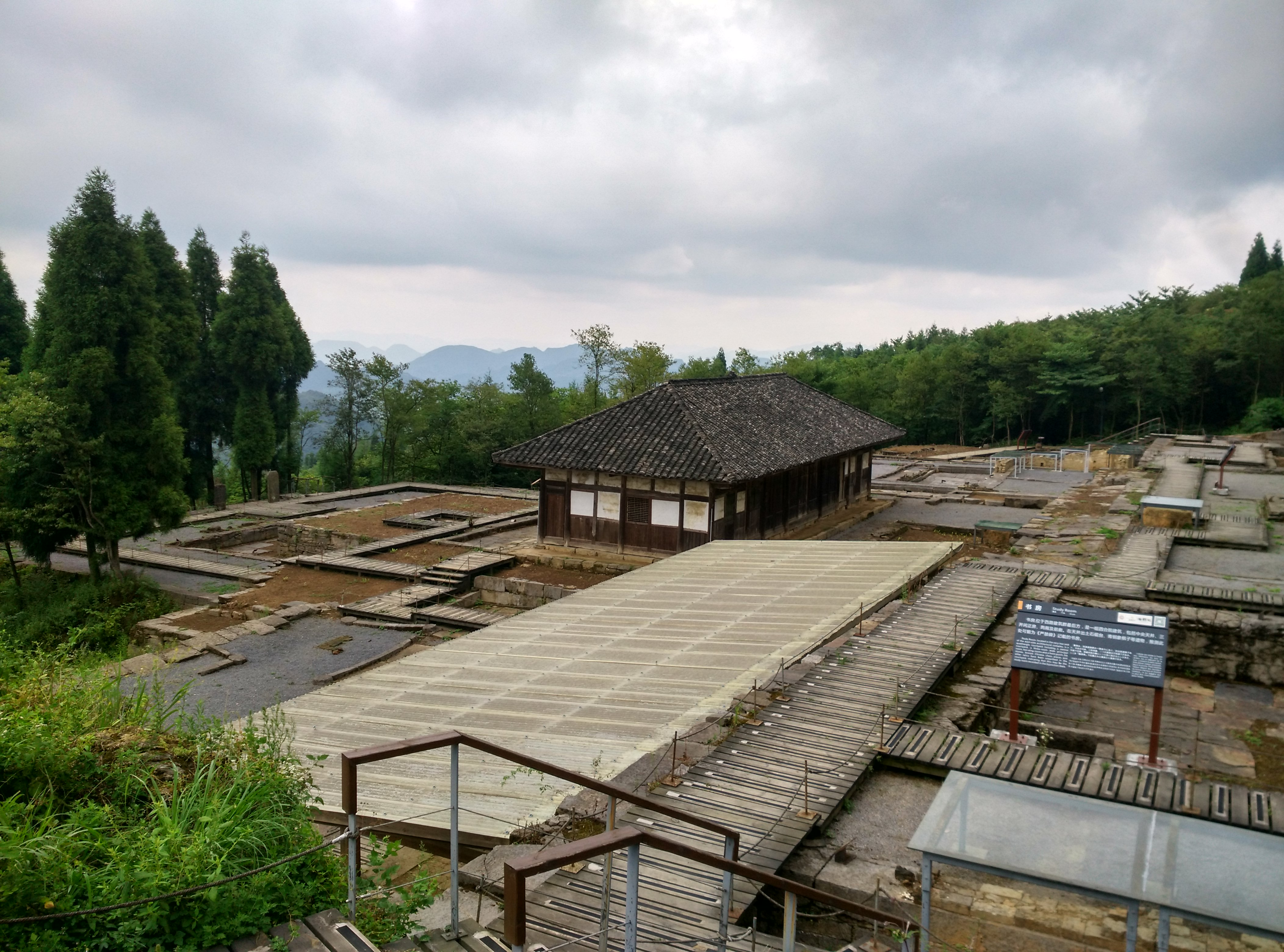
Di sản Thế giới pháo đài Hải Long đồn, thành trì cuối cùng của quân nổi dậy trong cuộc nổi loạn Bá Châu năm 1600.

Khu vực Tuân Nghĩa ban đầu là nơi sinh sống của người Đồng Tử trong thời kỳ đồ đá cũ. Sau đó, nó là một phần của một số vương quốc. Tuân Nghĩa được coi là trung tâm của vương quốc Dạ Lang. Khu vực xung quanh Tuân Nghĩa lần đầu tiên nằm dưới sự cai trị của Trung Quốc vào thời nhà Hán, dưới thời trị vì của Hán Vũ Đế. Sau khi nhà Hán sụp đổ, khu vực này trên danh nghĩa vẫn nằm dưới sự kiểm soát của người Trung Quốc, nhưng phần lớn quyền quản lý được giao cho các thủ lĩnh địa phương không phải người Hán. Vào thế kỷ thứ VII, khu vực này nằm dưới sự quản lý chính thức của Trung Quốc dưới thời nhà Đường, Tuân Nghĩa trực thuộc địa khu Bá mới (Bá Châu).
Đến cuối đời Đường, Bá Châu bị Nam Chiếu chinh phục. Tuy nhiên, nó nhanh chóng giành được độc lập với tư cách là Thổ ty Bá Châu vào năm 876 sau Công nguyên. Thổ ty này trở thành một địa khu tự trị của nhà Tống và các triều đại tiếp theo, trong khi gia đình Yang cầm quyền nắm quyền lực ở Tuân Nghĩa trong hơn bảy thế kỷ. Bá Châu nổi dậy chống lại nhà Minh vào năm 1589, kéo dài trong hơn một thập kỷ trước khi bị tiêu diệt vào năm 1600. Sau đó, địa khu Tuân Nghĩa được thành lập, với thành phố Tuân Nghĩa ngày nay trở thành trụ sở của chính quyền địa khu. Tuân Nghĩa vẫn giữ được vị thế là một trụ sở của chính quyền địa khu trong suốt triều đại nhà Thanh. Sau Cách mạng Tân Hợi, Tuân Nghĩa trở thành huyện vào năm 1914.
Năm 1935, Hội nghị Tuân Nghĩa diễn ra tại thành phố, dẫn đến việc Mao Trạch Đông trở thành nhà lãnh đạo trên thực tế của Đảng Cộng sản Trung Quốc.
Trong Kế hoạch 5 năm lần thứ nhất, Tuân Nghĩa trở thành thành phố và trải qua sự tăng trưởng và chuyển đổi đáng kể.

## Hành chính

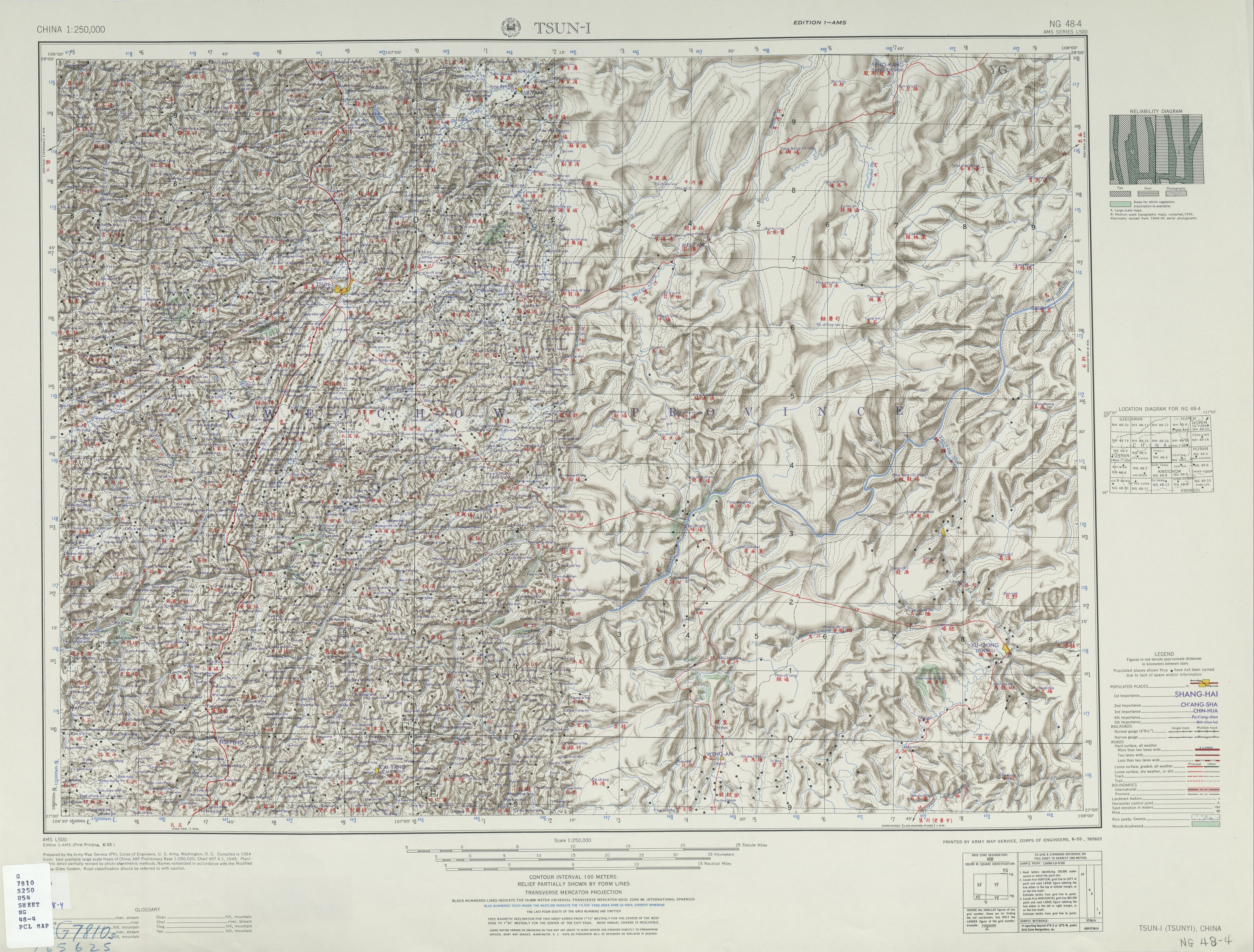
Bản đồ Tuân Nghĩa (được dán nhãn là TSUN-I (TSUNYI) (có tường bao quanh) 遵義) (AMS, 1954)

Địa cấp thị Tuân Nghĩa quản lý các đơn vị cấp huyện sau:

### Quận nội thành
- Hồng Hoa Cương khu (红花岗区, Hónghuāgǎng Qū)
- Hối Xuyên khu, (汇川区, Huìchuān Qū)
- Bá Châu khu (播州区)

### Huyện cấp thị
- Thành phố cấp huyện Xích Thủy (赤水市, Chìshuǐ Shì)
- Thành phố cấp huyện Nhân Hoài (仁怀市, Rénhuái Shì)

### Huyện
- Huyện Đồng Tử (桐梓县, Tóngzǐ Xiàn)
- Huyện Tuy Dương (绥阳县, Suíyáng Xiàn)
- Huyện Chính An (正安县, Zhèng'ān Xiàn)
- Huyện Phụng Cương (凤冈县, Fènggāng Xiàn)
- Huyện Mi Đàm (湄潭县, Méitán Xiàn)
- Huyện Dư Khánh (余庆县, Yúqìng Xiàn)
- Huyện Tập Thủy (习水县, Xíshuǐ Xiàn)

### Huyện tự trị
- Huyện tự trị dân tộc Ngật Lão và Miêu Đạo Chân (道真仡佬族苗族自治县, Dàozhēn Gēlǎozú Miáozú Zìzhìxiàn)
- Huyện tự trị dân tộc Ngật Lão và Miêu Vụ Xuyên (务川仡佬族苗族自治县, Wùchuān GēlǎozúMiáozú Zìzhìxiàn)

## Địa lý và khí hậu
Tuân Nghĩa nằm ở phía bắc Quý Châu ở độ cao 865 m (2.838 ft); nằm ở vùng chuyển tiếp từ Cao nguyên Vân Quý đến Bồn địa Tứ Xuyên và vùng núi Hồ Nam.
Tuân Nghĩa có khí hậu cận nhiệt đới ẩm chịu ảnh hưởng của gió mùa ( Köppen Cfa ), có sự thay đổi đôi chút theo độ cao. Nơi đây có mùa đông khá ôn hòa và mùa hè nóng ẩm; gần 60% trong tổng số 1.022 mm (40 in) lượng mưa trong năm xảy ra từ tháng 5 đến tháng 8. Nhiệt độ trung bình 24 giờ hàng tháng dao động từ 4,5 °C (40,1 °F) vào tháng 1 đến 25,1 °C (77,2 °F) vào tháng 7, trong khi nhiệt độ trung bình hàng năm là 15,32 °C (59,6 °F). Mưa phổ biến trong suốt cả năm với 176 ngày mưa hàng năm, mặc dù thực tế lượng mưa không tích tụ quá nhiều vào mùa đông, thời điểm nhiều mây nhất trong năm; ngược lại, mùa hè là thời điểm nắng nhất. Với tỷ lệ ánh nắng mặt trời hàng tháng có thể dao động từ khoảng 9% vào tháng 1 và tháng 2 đến 42% vào tháng 8, thành phố chỉ nhận được 1.028 giờ nắng sáng hàng năm; chỉ một số ít địa điểm ở Tứ Xuyên lân cận có lượng ánh nắng mặt trời trung bình ít hơn.
| Dữ liệu khí hậu của Tuân Nghĩa (1981–2010 bình thường, cực đoan 1971–2000) | Dữ liệu khí hậu của Tuân Nghĩa (1981–2010 bình thường, cực đoan 1971–2000) | Dữ liệu khí hậu của Tuân Nghĩa (1981–2010 bình thường, cực đoan 1971–2000) | Dữ liệu khí hậu của Tuân Nghĩa (1981–2010 bình thường, cực đoan 1971–2000) | Dữ liệu khí hậu của Tuân Nghĩa (1981–2010 bình thường, cực đoan 1971–2000) | Dữ liệu khí hậu của Tuân Nghĩa (1981–2010 bình thường, cực đoan 1971–2000) | Dữ liệu khí hậu của Tuân Nghĩa (1981–2010 bình thường, cực đoan 1971–2000) | Dữ liệu khí hậu của Tuân Nghĩa (1981–2010 bình thường, cực đoan 1971–2000) | Dữ liệu khí hậu của Tuân Nghĩa (1981–2010 bình thường, cực đoan 1971–2000) | Dữ liệu khí hậu của Tuân Nghĩa (1981–2010 bình thường, cực đoan 1971–2000) | Dữ liệu khí hậu của Tuân Nghĩa (1981–2010 bình thường, cực đoan 1971–2000) | Dữ liệu khí hậu của Tuân Nghĩa (1981–2010 bình thường, cực đoan 1971–2000) | Dữ liệu khí hậu của Tuân Nghĩa (1981–2010 bình thường, cực đoan 1971–2000) | Dữ liệu khí hậu của Tuân Nghĩa (1981–2010 bình thường, cực đoan 1971–2000) |
| Tháng                                                                      | 1                                                                          | 2                                                                          | 3                                                                          | 4                                                                          | 5                                                                          | 6                                                                          | 7                                                                          | 8                                                                          | 9                                                                          | 10                                                                         | 11                                                                         | 12                                                                         | Năm                                                                        |
| -------------------------------------------------------------------------- | -------------------------------------------------------------------------- | -------------------------------------------------------------------------- | -------------------------------------------------------------------------- | -------------------------------------------------------------------------- | -------------------------------------------------------------------------- | -------------------------------------------------------------------------- | -------------------------------------------------------------------------- | -------------------------------------------------------------------------- | -------------------------------------------------------------------------- | -------------------------------------------------------------------------- | -------------------------------------------------------------------------- | -------------------------------------------------------------------------- | -------------------------------------------------------------------------- |
| Cao kỉ lục °C (°F)                                                         | 26.4 (79.5)                                                                | 31.1 (88.0)                                                                | 33.0 (91.4)                                                                | 37.6 (99.7)                                                                | 36.5 (97.7)                                                                | 35.1 (95.2)                                                                | 37.6 (99.7)                                                                | 38.7 (101.7)                                                               | 36.6 (97.9)                                                                | 33.2 (91.8)                                                                | 28.0 (82.4)                                                                | 24.7 (76.5)                                                                | 38.7 (101.7)                                                               |
| Trung bình ngày tối đa °C (°F)                                             | 7.7 (45.9)                                                                 | 10.0 (50.0)                                                                | 15.0 (59.0)                                                                | 20.7 (69.3)                                                                | 24.8 (76.6)                                                                | 27.1 (80.8)                                                                | 30.0 (86.0)                                                                | 30.2 (86.4)                                                                | 26.3 (79.3)                                                                | 20.0 (68.0)                                                                | 15.5 (59.9)                                                                | 10.2 (50.4)                                                                | 19.8 (67.6)                                                                |
| Tối thiểu trung bình ngày °C (°F)                                          | 2.9 (37.2)                                                                 | 4.5 (40.1)                                                                 | 7.8 (46.0)                                                                 | 12.6 (54.7)                                                                | 16.5 (61.7)                                                                | 19.6 (67.3)                                                                | 21.8 (71.2)                                                                | 21.2 (70.2)                                                                | 18.2 (64.8)                                                                | 13.8 (56.8)                                                                | 9.3 (48.7)                                                                 | 4.4 (39.9)                                                                 | 12.7 (54.9)                                                                |
| Thấp kỉ lục °C (°F)                                                        | −7.1 (19.2)                                                                | −5.4 (22.3)                                                                | −3.2 (26.2)                                                                | 1.6 (34.9)                                                                 | 7.5 (45.5)                                                                 | 10.9 (51.6)                                                                | 13.7 (56.7)                                                                | 14.7 (58.5)                                                                | 9.4 (48.9)                                                                 | 3.8 (38.8)                                                                 | −1.2 (29.8)                                                                | −5.5 (22.1)                                                                | −7.1 (19.2)                                                                |
| Lượng Giáng thủy trung bình mm (inches)                                    | 25.9 (1.02)                                                                | 22.6 (0.89)                                                                | 38.0 (1.50)                                                                | 77.1 (3.04)                                                                | 136.6 (5.38)                                                               | 194.6 (7.66)                                                               | 162.8 (6.41)                                                               | 130.9 (5.15)                                                               | 89.5 (3.52)                                                                | 93.9 (3.70)                                                                | 40.7 (1.60)                                                                | 22.7 (0.89)                                                                | 1.035,3 (40.76)                                                            |
| Số ngày giáng thủy trung bình (≥ 0.1 mm)                                   | 15.3                                                                       | 14.0                                                                       | 16.3                                                                       | 16.6                                                                       | 18.3                                                                       | 16.9                                                                       | 12.8                                                                       | 10.9                                                                       | 12.0                                                                       | 16.5                                                                       | 12.5                                                                       | 13.4                                                                       | 175.5                                                                      |
| Số ngày tuyết rơi trung bình                                               | 5.9                                                                        | 2.5                                                                        | 0.4                                                                        | 0                                                                          | 0                                                                          | 0                                                                          | 0                                                                          | 0                                                                          | 0                                                                          | 0                                                                          | 0                                                                          | 1.7                                                                        | 10.5                                                                       |
| Độ ẩm tương đối trung bình (%)                                             | 80                                                                         | 78                                                                         | 77                                                                         | 76                                                                         | 76                                                                         | 79                                                                         | 75                                                                         | 73                                                                         | 74                                                                         | 80                                                                         | 80                                                                         | 79                                                                         | 77                                                                         |
| Số giờ nắng trung bình tháng                                               | 28.8                                                                       | 36.5                                                                       | 64.8                                                                       | 88.6                                                                       | 104.1                                                                      | 93.6                                                                       | 155.6                                                                      | 170.1                                                                      | 122.9                                                                      | 66.0                                                                       | 59.0                                                                       | 37.9                                                                       | 1.027,9                                                                    |
| Phần trăm nắng có thể                                                      | 9                                                                          | 12                                                                         | 17                                                                         | 23                                                                         | 25                                                                         | 23                                                                         | 37                                                                         | 42                                                                         | 34                                                                         | 19                                                                         | 18                                                                         | 12                                                                         | 23                                                                         |
| Nguồn: Cục Khí tượng Trung Quốc                                            |                                                                            |                                                                            |                                                                            |                                                                            |                                                                            |                                                                            |                                                                            |                                                                            |                                                                            |                                                                            |                                                                            |                                                                            |                                                                            |

## Hành chính
| Bản đồ hành chính thành phố Tuân Nghĩa | Bản đồ hành chính thành phố Tuân Nghĩa | Bản đồ hành chính thành phố Tuân Nghĩa | Bản đồ hành chính thành phố Tuân Nghĩa | Bản đồ hành chính thành phố Tuân Nghĩa | Bản đồ hành chính thành phố Tuân Nghĩa |
| --- | -------------------------------------- | -------------------------------------- | -------------------------------------- | -------------------------------------- | -------------------------------------- |
| Hồng Hoa Cương quận Hối Xuyên quận Bá Châu huyện Đồng Tử huyện Tuy Dương huyện Chính An huyện Đạo Chân huyện Vụ Xuyên huyện Phụng Cương huyện Mi Đàm huyện Dư Khánh huyện Tập Thủy thành phố Xích Thủy thành phố Nhân Hoài |                                        |                                        |                                        |                                        |                                        |
| Tên | Hán Tự                                 | Bính Âm                                | Diện tích (kilômét vuông)              | Trụ sở hành chính                      | Mã bưu chính                           |
| Thành phố Tuân Nghĩa | 遵义市                                 | Zūnyì Shì                              | 30780.73                               | Quận Hối Xuyên                         | 563000                                 |
| quận Hồng Hoa Cương | 红花岗区                               | Hónghuāgǎng Qū                         | 705.49                                 | Trung Trang trấn                       | 563000                                 |
| Hối Xuyên | 汇川区                                 | Huìchuān Qū                            | 611.23                                 | Đại Liên Lộ trấn                       | 563000                                 |
| Bá Châu | 播州区                                 | Bōzhōu Qū                              | 4092.00                                | Nam Bạch trấn                          | 563100                                 |
| Đồng Tử | 桐梓县                                 | Tóngzǐ Xiàn                            | 3193.54                                | Lâu Sơn Quan                           | 563200                                 |
| Tuy Dương | 绥阳县                                 | Suīyáng Xiàn                           | 2544.52                                | Dương Truyền                           | 563300                                 |
| Chính An | 正安县                                 | Zhèng'ān Xiàn                          | 2595.24                                | Phong Nghị                             | 563400                                 |
| huyện Đạo Chân | 道真仡佬族 苗族自治县                  | Dàozhēn Gēlǎozú Miáozú Zìzhìxiàn       | 2157.50                                | Ngọc Khê trấn                          | 563500                                 |
| huyện Vụ Xuyên | 务川仡佬族 苗族自治县                  | Wùchuān Gēlǎozú Miáozú Zìzhìxiàn       | 2777.59                                | Đô Nhu trấn                            | 564300                                 |
| Phụng Cương | 凤冈县                                 | Fènggāng Xiàn                          | 1885.43                                | Long Tuyền trấn                        | 564200                                 |
| Mi Đàm | 湄潭县                                 | Méitán Xiàn                            | 1859.13                                | Mi Giang trấn                          | 564100                                 |
| Dư Khánh | 余庆县                                 | Yúqìng Xiàn                            | 1623.67                                | Bạch Nê trấn                           | 564400                                 |
| Tập Thủy | 习水县                                 | Xíshuǐ Xiàn                            | 3063.28                                | Đông Hoàng trấn                        | 564600                                 |
| Thành phố Xích Thủy | 赤水市                                 | Chìshuǐ Shì                            | 1882.57                                | Thị Trung trấn                         | 564700                                 |
| Thành phố Nhân Hoài | 仁怀市                                 | Rénhuái Shì                            | 1789.53                                | Diêm Tân trấn                          | 564500                                 |
| Lưu ý: Các số liệu của Hồng Hoa Cương bao gồm Khu vực mới San Po thuộc thẩm quyền của quận. |                                        |                                        |                                        |                                        |                                        |

## Nhóm dân tộc
Niên giám huyện Tuân Nghĩa năm 1999 liệt kê các nhóm dân tộc sau đây.
- Cờ Lao
- Miêu
  - m̥uŋ˥˧ sa˥ ("Người Miêu váy xanh"):  đông dân nhất, ở phía tây quận Tuân Nghĩa
  - m̥uŋ˥˧ la˥˧ ("Người Miêu váy đỏ"): trung tâm quận Tuân Nghĩa
  - m̥uŋ˥˧ tleu˥˧ ("Người Miêu váy trắng"): dân số ít nhất, sống ở trung tâm quận Tuân Nghĩa
  - m̥uɑ˥˧ ʂuɑ˥ ("người Miêu Trung Quốc"; trang phục tương tự như của người m̥uŋ˥˧ tleu˥˧): phía tây bắc quận Tuân Nghĩa
- Thổ Gia
- Bố Y
- Di
- Động
- Hồi
- Mãn

## Vận tải
- Đường cao tốc quốc gia Trung Quốc 210
- Đường cao tốc quốc gia Trung Quốc 306
- Đường sắt cao tốc Trùng Khánh – Quý Dương
- G4215 Đường cao tốc Rongzun
- Đường cao tốc G56 Hàng Châu – Thụy Lệ
- Đường cao tốc G75 Lan Châu - Hải Khẩu
- Cầu Sư Tử
- Đường sắt Tứ Xuyên-Quý Châu
- Sân bay Tân Châu Tuân Nghĩa

Tuân Nghĩa đang lên kế hoạch xây dựng hệ thống vận tải nhanh.

## Kinh tế
Tuân Nghĩa là trung tâm kinh tế và thương mại của tỉnh Quý Châu phía Bắc. Năm 2019, GDP của Tuân Nghĩa là 348,3 tỷ Nhân dân tệ (53 tỷ đô la Mỹ).

## Văn hoá
Được mệnh danh là "quê hương văn hóa" của tỉnh Quý Châu, Tuân Nghĩa hay khu vực Bắc Quý Châu là trung tâm giáo dục và kinh tế của tỉnh.

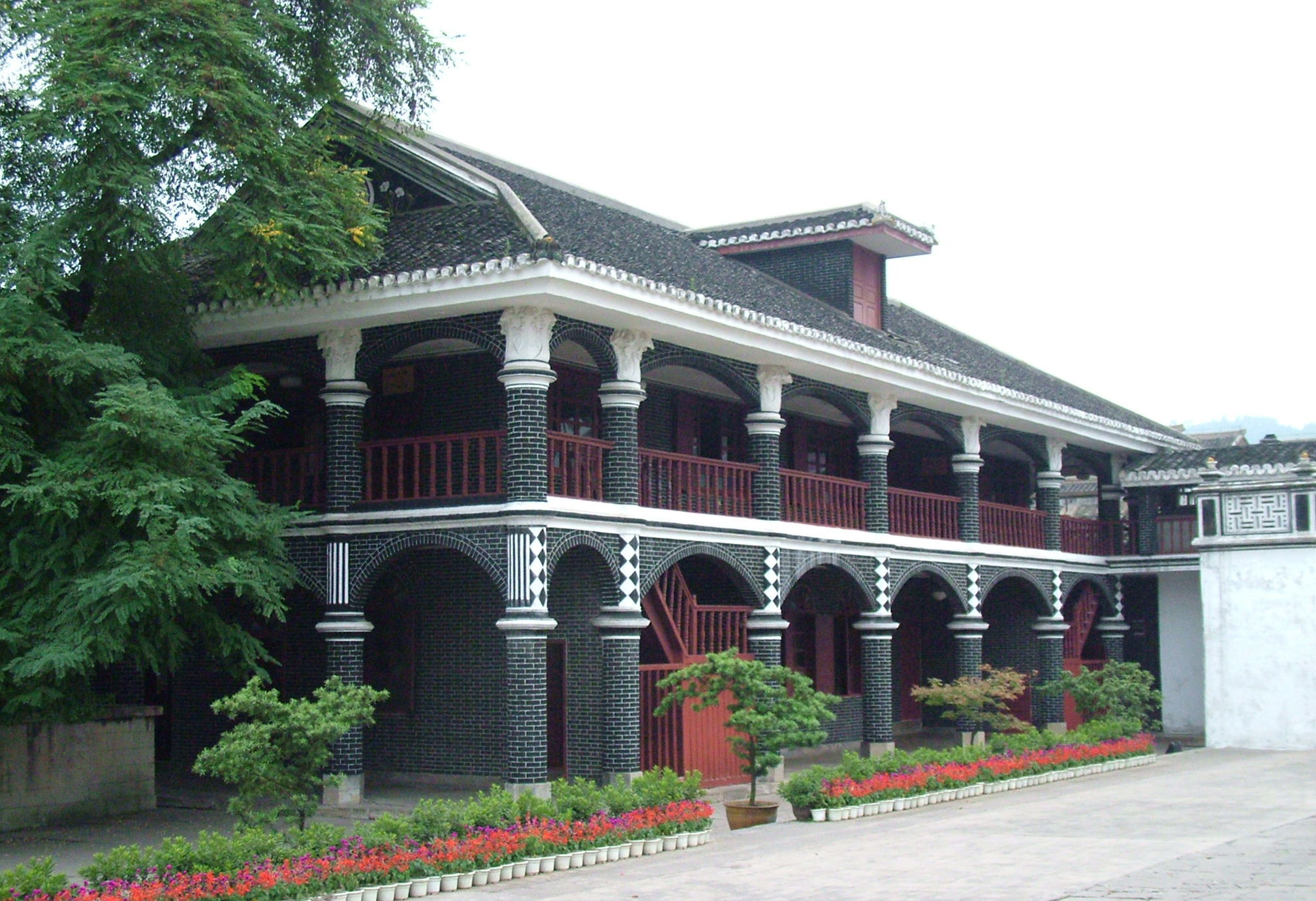
Địa điểm diễn ra Hội nghị Tuân Nghĩa

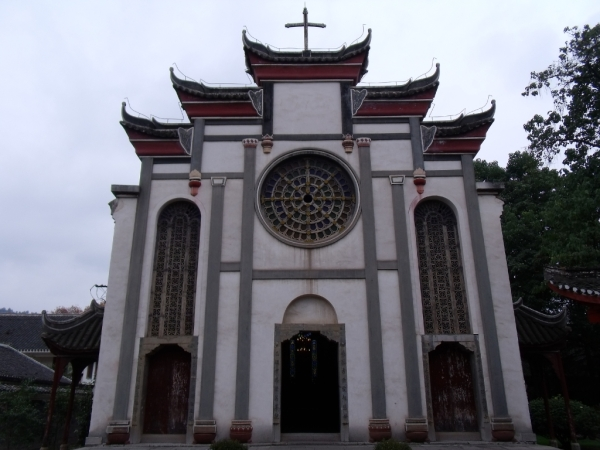
Nhà thờ Công giáo Yangliujie, một nhà thờ được Hồng quân sử dụng trong Hội nghị Tuân Nghĩa.

### Bảo tàng & du lịch
Bảo tàng tưởng niệm Hội nghị Tuân Nghĩa nằm ở quận Hồng Hoa Cương, bao gồm một số địa điểm liên quan đến Hội nghị Tuân Nghĩa lịch sử.

### Các tổ chức giáo dục đại học
Tuân Nghĩa là nơi có Cao đẳng Y khoa Tuân Nghĩa (ZMC), trước đây là Cao đẳng Y khoa Đại Liên được thành lập vào năm 1947. Cao đẳng này đã được chuyển từ Đại Liên đến Tuân Nghĩa và đổi tên thành Cao đẳng Y khoa Tuân Nghĩa với sự chấp thuận của Hội đồng Nhà nước vào năm 1969. Một cơ sở giáo dục cấp cao khác trong thành phố là Cao đẳng Sư phạm Tuân Nghĩa (遵义师范学院).

### Thức ăn và rượu
Rượu Mao Đài được sản xuất tại huyện Mao Đài, được biết đến là "quốc tửu của Trung Quốc". Tuân Nghĩa là nơi trồng nhiều ớt. Cao lương đỏ cũng được trồng ở Tuân Nghĩa, một thành phần chính để làm rượu bạch tửu ở Trung Quốc.